# راد فونتانا
راد فونتانا (انگلیسی: Rod Fontana؛ زاده ۱۸ سپتامبر ۱۹۵۲) یک بازیگر پورنوگرافی اهل ایالات متحده آمریکا است.